# Stand by for Action
Stand by for Action ist ein US-amerikanisches Action-Kriegsdrama von 1942 unter der Regie von Robert Z. Leonard. Robert Taylor spielt einen Harvard-Absolventen, der, auf ein Schlachtschiff abgeordnet, mit den Realitäten des Krieges konfrontiert wird. Charles Laughton, Brian Donlevy und Walter Brennan sind in weiteren Hauptrollen zu sehen.
Die Originalgeschichte stammt von Commander Harvey S. Haislip von der United States Navy und dem englischen Schriftsteller und Drehbuchautor R. C. Sherriff. Zurück geht sie auf eine Geschichte von Laurence Kirk mit dem Titel A Cargo of Innocence.

## Handlung
Kurz vor dem Eintritt Amerikas in den Zweiten Weltkrieg zieht der Harvard-Absolvent Lieut. Gregg Masterman, der Berater von Konteradmiral Stephan „Iron Pants“ Thomas, auf einem Stützpunkt an der Westküste der Vereinigten Staaten, den Zorn des kommandierenden Frontoffiziers Lieut. Martin J. Roberts auf sich. Roberts ist der Ansicht, dass Masterman die Rückkehr seines Schiffes aufs Meer verzögere.
Roberts beschwert sich über Masterman bei Thomas, der in ihm den Kapitän des Zerstörers, „USS Warren“, aus dem Ersten Weltkrieg wiedererkennt. Als Masterman von der Beschwerde erfährt, ist er äußerst verärgert und will mit Roberts sprechen. Auf dessen Schiff begegnet er dem Unteroffizier Henry Johnson, der mit Roberts bereits im Ersten Weltkrieg gedient hatte. Dieser sucht zwischen Roberts und Masterman zu vermitteln und erzählt die stolze Geschichte des Schiffes. Die Stimmung zwischen den Männern bleibt trotzdem kühl, vor allem, weil Roberts der Ansicht ist, dass Masterman den nötigen Respekt ihm gegenüber vermissen lasse. Er verweist darauf, dass bei einem Einsatz Entscheidungen über Leben und Tod zu treffen seien, wobei unterschwellige Aversionen gefährlich seien. Masterman gibt Johnson noch mit auf den Weg, dass er ohne seine grauen Haare sehr viel jünger aussehen würde, was insgesamt von Vorteil wäre.
Als das Schiff sich wieder auf dem Meer befindet, versieht ein nunmehr dunkelhaariger Johnson seinen Dienst an Bord. Trotz ihrer Reibereien vor Auslauf des Schiffes steigt der gegenseitig Respekt zwischen Roberts und Masterman stetig. Als Thomas ein neuer Marine-Geleitschutz zugeordnet werden soll, befiehlt er der „Warren“ eines seiner beschädigten Schiffe zu ersetzen. Auf dem Weg dorthin, wird das Schiff von einem japanischen Flugzeug angegriffen, das wegen eines Fehlers von Masterman jedoch entkommen kann. Masterman macht sich deswegen bittere Vorwürfe, woraufhin Roberts meint, er gehe zu hart mit sich ins Gericht.  Nur wenig später gerät das Schiff in einen aufkommenden, starken Sturm und Johnson wird bewusstlos aufgefunden. Der an Bord befindliche Doc Miller, ein Apotheker, ist der Ansicht, dass das tosende Meer und die Geschwindigkeit des Schiffes Johnson nicht guttun würden, woraufhin Masterman die Geschwindigkeit des Schiffes gegen den Willen von Roberts drosseln lässt. Roberts widerruft Mastermans Entscheidung, nicht ohne ihn eindringlich zu warnen. Noch bevor der Streit beider Männer eskalieren kann, trifft die „Warren“ auf ein Rettungsboot, in dem sich zwei Frauen und zwanzig Kleinkinder befinden, Überlebende eines Rettungsschiffs, das torpediert worden ist. Audrey Carr, eine der Frauen, steht kurz vor der Niederkunft, und da es keinen Arzt an Bord der „Warren“ gibt, hilft Chips, dessen Frau Krankenschwester ist, dem Baby auf die Welt.
Auf der „Chattanooga“, Thomas’ Flaggschiff, halten die Offiziere inzwischen Ausschau nach der „Warren“. In einem nackten Baby glauben sie aus der Entfernung ein Ferkel zu erkennen. Nachdem sich alles aufgeklärt hat, beglückwünscht Thomas die Männer zu ihrer Hilfeleistung, auch bei der Geburt des neuen Babys. Da auch die zweite gerettete Frau, Mary Collins, nicht mehr allzu weit von einer Niederkunft entfernt ist, möchte Masterman, dass sie auf die „Chattanooga“ verbracht wird, auf der sich ein Arzt an Bord befindet, Roberts lehnt das jedoch ab, da die Schiffe dann ihre Fahrt unterbrechen müssten. Kurz darauf wird die „Chattanooga“ von einem japanischen Flugzeug angegriffen, das die Steuerruder des Schiffes zerstört. Als die „Warren“ dem Schiff, das im Nebel kreist, zu Hilfe eilen will, wird Roberts verletzt und gibt das Kommando über sein Schiff an Masterman weiter. Nun, da Masterman die Verantwortung allein trägt, realisiert er, dass zu treffende Entscheidungen nicht aus einer Stimmung heraus gefällt werden dürfen. In der Folge kommt es zu einem heftigen Kampf mit einem japanischen Schlachtschiff, aus der Masterman und die Mannschaft mit dem inzwischen wieder auf dem Weg der Besserung befindliche Johnson siegreich hervorgehen. In derselben Zeit schenkt Mary Collins einem gesunden Jungen das Leben.
Einige Zeit später, nachdem der Konvoi San Francisco mit der „Chattanooga“ im Schlepptau erreicht hat, werden Roberts, Masterman und Johnson mit dem Navy Cross ausgezeichnet. Als die „Warren“ sich wieder auf dem Meer befindet, sieht man Roberts und Masterman in freundschaftlicher Verbundenheit miteinander über Deck schlendern.

## Produktion, Hintergrund, Soundtrack
Laut Produktionsunterlagen von MGM entstand der Film in der Zeit von Dezember 1942 bis Februar 1943. Auf der Premiere des Films hieß es allerdings, die Filmbilder seien im Januar 1943 entstanden. Die Produktionsdaten werden auch mit 8. Juni bis Anfang August 1942 angegeben.
Der Film eröffnet mit einer kurzen Information, gesprochen von Frank Whitbeck, der oft als Stimme für MGM agierte.
Stand by for Action war der erste Film von MGM, der in Zusammenarbeit mit der US-Marine entstand.
Robert Taylor war Mitte der 1930er-Jahre einer der Top-Stars von MGM, vor allem in romantischen Rollen und im Zusammenwirken mit Stars wie Greta Garbo, Joan Crawford und Jean Harlow. Er wollte sich aber auch gern in „harten“ Rollen zeigen, so auch in diesem Weltkriegsdrama, in dem er einen großspurigen jungen Offizier spielt, der sich aber letztendlich beweist. Für Marilyn Maxwell war dieser Film ihr Spielfilmdebüt. Der britische Schauspieler Charles Laughton hielt an Bord eine mitreißende Rede und rezitierte zudem fehlerfrei die umfangreiche Unabhängigkeitserklärung aus dem Gedächtnis, woraufhin die gesamte Crew in Applaus ausbrach. Trotz dieser bemerkenswerten Leistung hatte Laughton kein gutes Gefühl in Bezug auf diesen Film. Seine Einschätzung wurde von dem Kritiker Bosley Crowther von der New York Times geteilt.
Soundtrack
- Anchors Aweigh (amerikanischer Militärmarsch, 1906), Musik: Charles A. Zimmermann, Lyrik: Alfred Hart Miles und R. Lovell
  - gespielt während des Vorspanns und am Ende des Films
- The Oceana Roll (1911), Musik: Lucien Denni, Lyrik: Roger Lewis
  - erklingt abschnittsweise während des Vorspann und wird von Bootsmann Chill Wills gepfiffen und gesummt
- A Life on the Ocean Wave (1838), Musik: Henry Russell, Lyrik: Epes Sargent
  - erklingt während der Eröffnungsszenen und auch später im Verlauf des Films
- The Star-Spangled Banner (1814), Musik: John Stafford Smith, Lyrik: Francis Scott Key
  - gespielt von der Marine-Band, als die Flagge gehisst wird
- The Blue-Eyed Sailor Man, Musik und Lyrik: Chill Wills
  - auf der Gitarre gespielt und gesungen von Chill Wills

## Kinostart
Uraufgeführt wurde der Film am 31. Dezember 1942 in Boston, Massachusetts; Providence, Rhode Island; Washington, D.C.; Chicago, Illinois; Norfolk, Virginia; San Diego und San Francisco, Kalifornien. Eine Vorab-Aufführung des Films für Marineoffiziere fand auf Treasure Island und Mare Island in Kalifornien statt.
- Massenstart in den USA: 11. Mai 1943 in New York

In den USA kennt man den Film auch unter den Titeln: Cargo of Innocents | A Cargo of Innocents | Men O’War | Clear for Action | Navy Convoy | Pacific Task Force | und This Man's Navy, dem Originaltitel des Drehbuchs.
- Schweden: 14. Februar 1944 unter dem Titel Konvoj över havet
- Portugal: 1. März 1944 unter dem Titel Torpedeado!
- Finnland: 14. Oktober 1945 unter dem Titel Saattue merellä
- Belgien unter dem flämischen Titel Gereed tot handelen und dem französischen Titel L’heure H
- Brasilien unter dem Titel Às Portas do Inferno
- Frankreich unter dem Titel Le cargo des innocents
- Vereinigtes Königreich unter den Titeln Cargo of Innocents und Stand by for Action
- Griechenland unter dem Titel Etoimoi pros drasin
- Ungarn unter dem Titel Állj cselekvésre készen!
- Italien unter dem Titel Forzate il blocco
- Niederlande unter dem Titel Klaar voor actie
- Polen unter dem Titel Gotowi do akcji

In deutschsprachigen Ländern wurde Stand by for Action nicht gezeigt.

## Kritik
Der Film erhielt zum Zeitpunkt seines Erscheinens keine guten Kritiken, weder aus dem zivilen noch aus dem militärischen Bereich. So äußerte beispielsweise Sgt. Bill Davidson, der für das Yank-Magazin schrieb, dass es nicht um einen wirklichen Krieg, sondern um einen ‚Hollywood-Krieg‘ gehe. Andere Kritiker verglichen den Film zu seinem Nachteil mit dem Marine-Drama In Which We Serve, das in den Vereinigten Staaten kurz zuvor angelaufen war.
Bosley Crowther  bezeichnete den Film in der New York Times als unglaublichste Farce, die er je gesehen habe. Er meinte, selbst wenn man den Film nicht mit dem britischen Kriegsfilm In Which We Serve vergleichen würde, blieben immer noch genug Negativpunkte. Unfreiwillig komisch sei es, wenn ein Zerstörer plötzlich zwei Frauen und jede Menge Babys an Bord habe, wobei die Babys so sauber und kuschelig seien wie Puppen. Mr. Taylor, ja, wie solle man das sagen, sei nicht beeindruckend in seiner albernen Rolle und Mr. Donlevys Leistung sei gerade mal ausreichend. Charles Laughton spiele Old Ironpants, den Admiral, wie eine Figur aus H.M.S. Pinafore und Walter Brennan bewege sich ständig am Rande der Tränen als alter Seefahrer, der seinem Schiff treu ergeben sei. Dies sei die Sorte von Film, die die wirklich kämpfenden Männer mit ihren sogenannten Heldentaten verspotte.

## Auszeichnung
A. Arnold Gillespie, Donald Jahraus und Michael Steinore waren 1944 mit dem Film in der Kategorie „Beste visuelle Effekte“ für einen Oscar nominiert, den sie jedoch Fred Sersen und Roger Heman senior und der Dreiecksgeschichte Crash Dive überlassen mussten.